# Pedrera del Coll
La pedrera del Coll, o pedrera de Vallcarca, era una explotació minera de granit i pissarra a cel obert al barri del Coll, Barcelona, que va estar activa fins als anys 1960. Propietat d'Enrique Vila Nogareda, amb l'empresa Piedras y Derivados S. A. (PYDSA), produïa pedra i paviment hidràulic. Era una pedrera molt productiva, el 1947 va vendre 32.429 metres cúbics de pedra.
El 1987 s'aprofità l'espai deixat per la pedrera per a construir-hi el parc de la Creueta del Coll, obra de Josep Martorell, Oriol Bohigas i David Mackay, amb una gran plaça de 6,000 m², un llac, que a l'estiu es converteix en piscina, i l'escultura Elogi de l'aigua, d'Eduardo Chillida.